# Pont de Buida-sacs
El Pont de Buida-sacs o Pont de Clariana és un monument protegit com a Patrimoni Arquitectònic Català del municipi de Clariana de Cardener (Solsonès).

## Situació
Està situat a llevant del terme municipal, quasi limítrof amb el de Cardona, a uns dos quilòmetres a l'est del nucli de Clariana i a 150 metres de la carretera de Cardona a Solsona (C-55). Al km. 63 hi ha un trencall ben senyalitzat que hi porta.

## Descripció

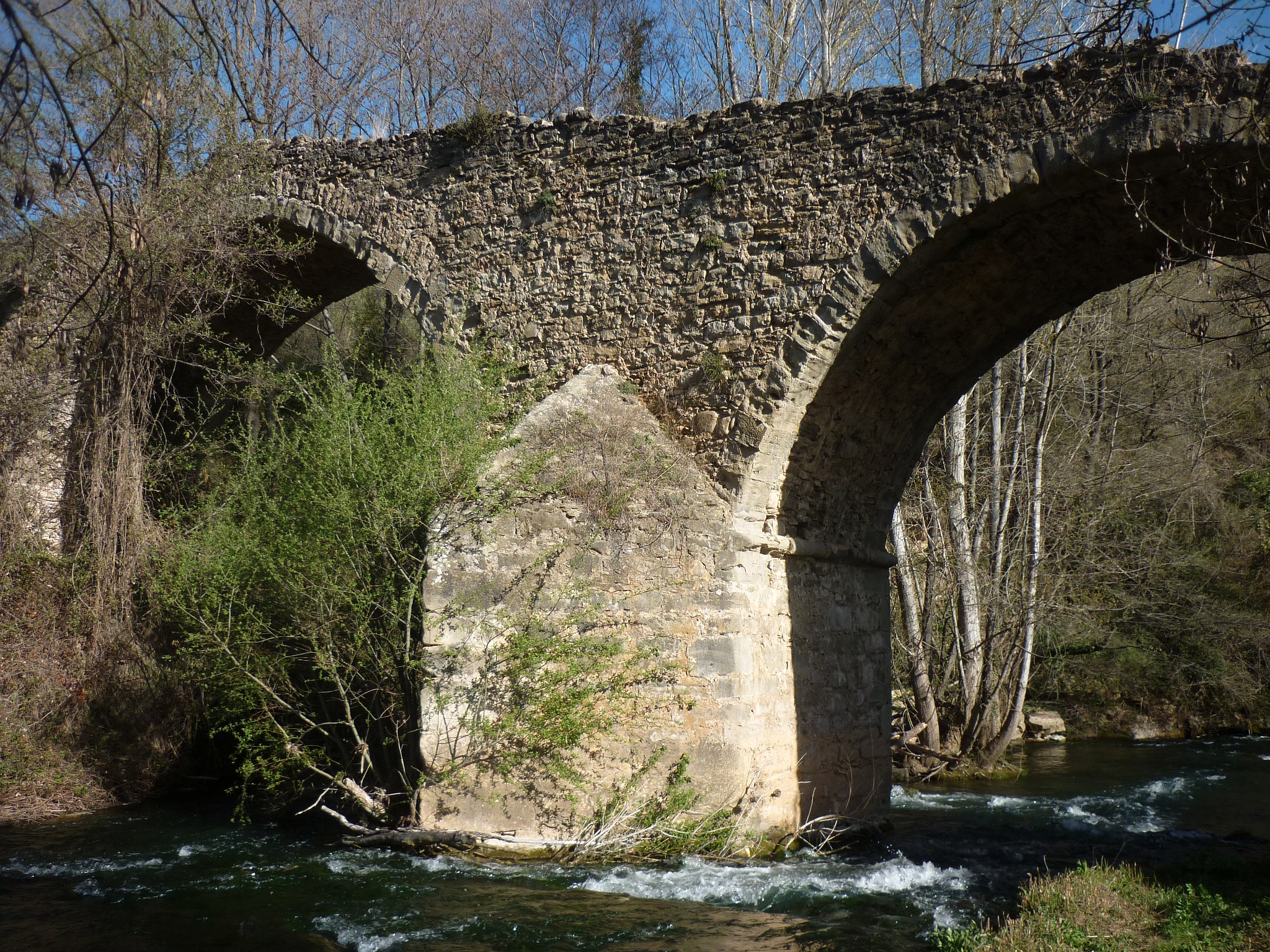
Arcs centrals del pont

Pont sobre el riu Cardener per comunicar el camí col·lateral que resseguia el Cardener i que portava als molts molins que hi havia al peu d'aquest riu. Al costat del pont s'hi pot trobar el Molí de Buida-sacs d'estil romànic (s. XII).
El pont és de quatre arcades de mig punt; el pes del mateix pont i de les càrregues reposa i és tramès als pilars (reforçats per contraforts) obliquament i a partir de l'estructura corba de l'arc. L'aparell és el propi de les construccions fetes als segles XVII i XVIII, poc cuidat, format per pedres i reble irregular, llevat dels suports mestres, de la cobertura de l'arc i dels pilars.